# 26430 Thomwilkason
26430 Thomwilkason è un asteroide della fascia principale. Scoperto nel 1999, presenta un'orbita caratterizzata da un semiasse maggiore pari a 2,5868376 UA e da un'eccentricità di 0,0700585, inclinata di 6,50958° rispetto all'eclittica.